# Contradição

Esse diagrama mostra as relações de contradição entre proposições no Quadrado das oposições da lógica aristotélica.

Na lógica clássica, uma contradição consiste numa incompatibilidade lógica entre duas ou mais proposições. Isso ocorre quando as proposições, tomadas em conjunto, geram conclusões que formam inversões lógicas, geralmente opostas uma da outra. Ilustrando uma tendência geral na lógica aplicada, a lei de Aristóteles da não contradição afirma que "Não se pode dizer de algo que é e que não é no mesmo sentido e, ao mesmo tempo."
Por extensão, fora da lógica clássica, pode-se falar de contradições entre as ações quando se presume que seus motivos

## História
Por criação de um paradoxo, o diálogo de Eutidemo de Platão demonstra a necessidade da noção de contradição. No diálogo que se seguiu Dionysodorus nega a existência de "contradição", ao mesmo tempo que Sócrateso contradiz:
"... Eu no meu espanto, disse: O que você quer dizer Dionysodorus? Tenho ouvido muitas vezes, e fico surpreso ao ouvir, esta sua tese, que é mantida e empregada pelos discípulos de Protágoras e outros antes deles, e que para mim parece ser muito maravilhoso, e suicida, bem como destrutivo, e eu acho que eu sou mais propenso a ouvir a verdade sobre isso de você. O dito é que não existe tal coisa como uma falsidade, um homem deve ou dizer apenas o que é verdade ou não dizer nada, esta não é a sua posição? "
De fato, Dionysodorus concorda que "não há tal coisa como falsa opinião ... não existe tal coisa como ignorância" e a demanda Sócrates a "me refutar." Sócrates responde: "Mas como posso refutar-lo, se, como você diz, é impossível contar uma mentira?".

## Contradição na lógica formal
Note: O símbolo {\displaystyle \bot } (falso)representa uma contradição arbitrária., com o símbolo {\displaystyle \top } é usado para indicar uma tautologia arbitrária.  Contradição, algumas vezes, é representado por "Opq", e tautologia por "Vpq". O símbolo {\displaystyle \vdash } é geralmente lido como "resulta" ou "prova".
Na lógica clássica, particularmente na proposicional e na lógica de primeira ordem, uma proposição {\displaystyle \varphi } é uma contradição se e somente se {\displaystyle \varphi \vdash \bot }.Uma vez que {\displaystyle \varphi } é contraditório, é verdade que {\displaystyle \vdash \varphi \rightarrow \psi } para todo {\displaystyle \psi } (porque {\displaystyle \bot \rightarrow \psi }),pode-se provar qualquer proposição a partir de um conjunto de axiomas que contém contradições. Isso é chamado de "princípio de explosão" ou "ex falso quodlibet" ("de falsidade, o que você quiser").
Numa lógica completa, uma fórmula é contraditória se e somente se é insatisfatível.

### Prova por contradição
Para uma proposição {\displaystyle \varphi } é verdade que {\displaystyle \vdash \varphi }, i. e. que {\displaystyle \varphi } é uma tautologia, i. e. que ela é sempre verdadeira, se e somente se {\displaystyle \neg \varphi \vdash \bot }, i. e. se a negação de {\displaystyle \varphi } é uma contradição. Portanto, uma prova de que {\displaystyle \neg \varphi \vdash \bot } também prova que {\displaystyle \varphi } é verdade. O uso deste fato constitui a técnica da prova por contradição, que os matemáticos usam extensivamente. Isto aplica-se apenas em uma lógica usando o terceiro excluído {\displaystyle A\vee \neg A}  como um axioma.

### Representação simbólica
Na matemática, o símbolo usado para representar uma contradição dentro de uma prova varia.  Alguns símbolos que podem ser utilizados para representar uma contradição incluem ↯, Opq, {\displaystyle \Rightarrow \Leftarrow }, ⊥, ↮ e ※. Não é incomum ver QED ou alguma variante imediatamente após um símbolo contradição, o que ocorre em uma prova por contradição, para indicar que a hipótese original é falsa e que o teorema deve, portanto, ser verdade.

### A noção de contradição em um sistema axiomático e uma prova de sua consistência
Uma prova de consistência requer (i) um sistema axiomático (ii) uma demonstração de que não é o caso de que tanto a fórmula  p e sua negação ~ p podem ser derivadas do sistema. Mas por qualquer método, todas as provas de consistência parecem exigir a noção primitiva de contradição; além disso, ela parece como se essa noção, simultaneamente têm de ser "de fora" do sistema formal na definição de tautologia.
Quando Emil Post no seu Introdução a uma teoria geral de proposições elementares, de 1921, estendeu a prova da consistência do  cálculo proposicional que além do Principia Mathematica (PM) ele observou que em relação a um conjunto generalizado de postulados (ou seja, axiomas), ele já não seria capaz de invocar automaticamente a noção de "contradição" - tal noção não pode ser contida nos postulados:
"O requisito primordial de um conjunto de postulados é que seja consistente. Uma vez que a noção comum de consistência envolve a de contradição, que mais uma vez envolve negação, e uma vez que esta função não aparece em geral, como um [conjunto de postulados generalizados] primitivo uma nova definição deve ser dada".
A solução para o problema é descrita na demonstração Um exemplo de uma prova absoluta de sucesso de Consistência oferecida por Ernest Nagel e James R. Newman na prova de Gödel de 1958. Eles também observaram um problema que diz respeito à noção de "contradição" com seus habituais "valores de verdade" de "verdade" e "falsidade". Eles observaram que:
"A propriedade de ser uma tautologia foi definido com noções de verdade e falsidade. No entanto, essas noções, obviamente, envolvem uma referência a algo fora do cálculo da fórmula. Portanto, o procedimento mencionado no texto em vigor oferece uma interpretação do cálculo, através do fornecimento de um modelo para o sistema. Sendo assim, os autores não fizeram o que prometeram, ou seja, ' para definir uma propriedade de fórmulas em termos de características puramente estruturais das próprias fórmulas'.  . . . provas de consistência, que são baseados em modelos, e que argumentam a partir da verdade de axiomas a sua consistência, apenas mudam o problema."
Dadas algumas "fórmulas primitivas", como os PM's primitivos  S1 V S2 [inclusive OR], ~ S (negação) um é forçado a definir os axiomas em termos detas noções primitivas. De maneira minuciosa Post demonstra na PM, e define (como fazem Nagel e Newman, veja abaixo), que a propriedade de tautológico - ainda a ser definida - é "herdada": se a pessoa começa com um conjunto de axiomas tautológicos (postulados) e um sistema de dedução que contém  substituição e modus ponens, em seguida, um sistema consistente vai render apenas fórmulas tautológicas.
Então, qual vai ser a definição de tautológico?
Nagel and Newman criaram duas classes mutualmente exclusivas e eventos coletivamente exaustivos K1 e K2 em que caem (o resultado) os axiomas quando suas variáveis, por exemplo, S1 e S2 são atribuídos a partir dessas classes. Isto também se aplica às fórmulas primitivas. Por exemplo: "Uma fórmula tendo a forma S1 V S2 é colocada numa classe K2 se ambas S1 e S2 estão em K2; caso contrário, é colocada em K1", e "Uma fórmula tendo a forma ~S é colocada em K2, se S está em K1; caso contrário, é colocada em K1".
Nagel and Newman agora podem definir a noção de tautológico: "uma fórmula é uma tautologia se, e somente se ela cai na classe K1 não importando em qual das duas classes de seus elementos são colocados". Agora a propriedade de "ser tautológico" é descrevida sem referência para um modelo ou uma interpretação.
Por exemplo, dada uma fórmula como ~S1 V S2 e uam valoração de K1 para S1 e de K2 para S2 pode-se valorar a fórmula e colocar o seu resultado em uma ou outra das classes. A valoração de K1 para ~S1 coloca ~S1 em K2, e now podemos ver que nossa valoração leva a fórmula a cair dentro da classe K2. Assim, por definição, a nossa fórmula não é uma tautologia.
Post observou que, se o sistema fosse inconsistente, uma dedução nele (isto é, a última fórmula em uma sequência de fórmulas derivadas da tautologia) pode gerar finalmente o próprio S. Como como uma atribuição para a variável S pode vir de qualquer classe K1 ou K2, a dedução viola a característica herdada da tautologia i.e. a derivação deve produzir uma valoração de uma fórmula que vai cair na classe K1. A partir disso, Post foi capaz de derivar a seguinte definição de inconsistência sem o uso da noção de contradição:
Definição. Um sistema será dito inconsistente se ele gera a afirmação da variável não modificada p [S nos exemplos Newman e Nagel].
Em outras palavras, a noção de "contradição" pode ser dispensada quando construindo uma prova de consistência; o que substitui ela é a noção de classes "mutualmente exclusivas e exaustivas". Mais interessante,[carece de fontes?] um sistema axiomático não precisa incluir a noção de "contradição".

## Contradições e filosofia
Adeptos da teoria epistemológica do coherentismo tipicamente alegam que, como uma condição necessária para a justificação de umacrença, essa crença deve formar parte de um sistema logicamente não contraditório (consistente) de crenças.  Alguns dialeteístas, incluindo Graham Priest, argumentaram que a coerência não exige consistência.

### Contradições pragmáticas
Uma contradição pragmática ocorre quando quando a própria declaração do argumento contradiz as afirmações as quais ele se propõe.  Uma inconsistência surge, neste caso, porque o ato de enunciação, e não o conteúdo do que é dito, mina a sua conclusão.
Para exemplos, sem dúvida,  declaração de Nietzsche de que não se deve obedecer a outros, ou o paradoxo de Moore. Dentro da tradição analítica, estes são vistos como ideias auto-refutáveis e contradições performativas. Outras tradições podem lê-los mais como zen koan, em que os fins do autor fazem uma contradição com o sentido tradicional, mas, em seguida, implica um novo significado da palavra que não contradiz a declaração.

### Na filosofia grega
Ao examinar a História da Filosofia, constata-se que, desde os gregos, alguns filósofos negam a validade absoluta do princípio da não contradição, afirmando, portanto, que pode existir verdade na contradição. Heráclito, por exemplo, incluído entre os fundadores de uma lógica dos opostos, fazia da guerra, isto é, da contradição, a lei que governa o mundo. O devir da realidade torna-se possível pela interação de dois elementos contrapostos mas coexistentes ("o mesmo rio descemos e não descemos; nos mesmos somos e não somos"), segundo um princípio antitético à lógica de Aristóteles, o qual sustentará a impossibilidade de que o mesmo atributo pertença e não pertença, ao mesmo tempo, ao mesmo objeto sob o mesmo aspecto. Heráclito, no entanto, talvez fizesse referência a dois aspectos diferentes sob os quais o mesmo objeto pode ser observado; nesse caso, a sua ambiguidade, relativamente a Aristóteles, consistiria sobretudo em atribuir às contradições um valor objetivo, que, entretanto, é meramente subjetivo.De todo modo, para Heráclito, as contradições do mundo são expressões de um único Logos indiviso, do qual revelam a trama oculta.

### No materialismo dialético
No materialismo dialético, a contradição, tal como derivada por Karl Marx a partir de Hegel, refere-se a uma oposição inerente, existente dentro de um domínio, uma força unificada ou objeto. Essa contradição, ao contrário do que defende o pensamento metafísico, existe na realidade objetiva como forças antagônicas, e essas forças não se cancelam mutuamente, mas, na verdade, definem a existência uma da outra. De acordo com a teoria marxista, tal contradição pode ser encontrada, por exemplo, quando:

(a) enorme riqueza e forças produtivas coexistem com:
(b) pobreza e miséria extremas;
(c) a existência de (a)  é contrária à existência de (b).
Segundo a concepção dialética da história, as contradições levam a conflitos, que tendem a ser superadas. Segundo Marx, as contradições do modo de produção capitalista seriam superadas pelo socialismo, no qual os meios de produção serviriam igualmente ao proletariado pobre e explorado, resolvendo-se assim a contradição entre (a) e (b).

## Contradição fora da lógica formal

Contradição na Hierarquia da Discordância de Graham

O coloquialismo pode rotular ações e/ou declarações contradizendo uns aos outros quando devido para pressuposições que são contraditórias no senso lógico.
Prova por contradição é usada na matemática para construir provas.

## Rodapé
1. ↑  Dialog Euthydemus from The Dialogs of Plato translated by Benjamin Jowett appearing in: BK 7 Plato: Robert Maynard Hutchins, editor in chief, 1952, Great Books of the Western World, Encyclopædia Britannica, Inc., Chicago.
2. ↑  Post 1921 Introduction to a general theory of elementary propositions in van Heijenoort 1967:272.
3. ↑  boldface italics added, Nagel and Newman:109-110.
4. ↑  Nagel and Newman:110-111
5. ↑  Nagel and Newman:111
6. ↑  In Contradiction: A Study of the Transconsistent By Graham Priest
7. ↑  Stoljar, Daniel (2006). Ignorance and Imagination. [S.l.]: Oxford University Press - U.S. 87 páginas. ISBN 0-19-530658-9
8. ↑  "Polemos [a guerra] é o pai de todas as coisas, de todas é rei; a uns revela como deuses e a outros, como homens; de alguns faz escravos, de outros homens livres" (Heráclito, fragmento 53, in Diels-Kranz, Die Fragmente der Vorsokratiker).
9. ↑  Heráclito, fragmento 49a, Diels-Kranz.
10. ↑  "O mar é a água mais pura e impura: para os peixes, é potável e lhes mantém a vida; para os homens é imbebível e mortal." (Heráclito, fragmento 61, DK).